# Sphingonotus
Sphingonotus is een geslacht van rechtvleugeligen uit de familie veldsprinkhanen (Acrididae). De wetenschappelijke naam van dit geslacht is voor het eerst geldig gepubliceerd in 1852 door Fieber.

## Soorten
Het geslacht Sphingonotus omvat de volgende soorten:
- Sphingonotus angulatus Uvarov, 1922
- Sphingonotus azurescens Rambur, 1838
- Sphingonotus canariensis Saussure, 1884
- Sphingonotus dentatus Predtechenskii, 1937
- Sphingonotus finotianus Saussure, 1885
- Sphingonotus fuerteventurae Husemann, 2008
- Sphingonotus morini Defaut, 2005
- Sphingonotus pachecoi Bolívar, 1908
- Sphingonotus paradoxus Bey-Bienko, 1948
- Sphingonotus pictus Werner, 1905
- Sphingonotus sublaevis Bolívar, 1908
- Sphingonotus tricinctus Walker, 1870
- Sphingonotus femoralis Uvarov, 1933
- Sphingonotus radioserratus Johnsen, 1985
- Sphingonotus turkanae Uvarov, 1938
- Sphingonotus africana Johnsen, 1985
- Sphingonotus albipennis Krauss, 1902
- Sphingonotus altayensis Zheng & Ren, 1993
- Sphingonotus amplofemurus Huang, 1982
- Sphingonotus arenarius Lucas, 1849
- Sphingonotus aserbeidshanicus Ramme, 1951
- Sphingonotus aspera Brullé, 1840
- Sphingonotus atlantica Popov, 1984
- Sphingonotus atropurpureus Uvarov, 1930
- Sphingonotus balteatus Serville, 1838
- Sphingonotus barrizensis Descamps, 1967
- Sphingonotus basutensis Dirsh, 1956
- Sphingonotus beybienkoi Mishchenko, 1937
- Sphingonotus brackensis Usmani, 2008
- Sphingonotus brasilianus Saussure, 1888
- Sphingonotus burqinensis Zheng & Yang, 2006
- Sphingonotus caerulans Linnaeus, 1767
- Sphingonotus caerulistriatus Zheng & Ren, 2007
- Sphingonotus callosus Fieber, 1853
- Sphingonotus candidus Costa, 1885
- Sphingonotus capensis Saussure, 1884
- Sphingonotus carinatus Zheng, Li & Ding, 1995
- Sphingonotus coerulipes Uvarov, 1922
- Sphingonotus collenettei Uvarov, 1930
- Sphingonotus corsicus Chopard, 1923
- Sphingonotus crevellarii Jannone, 1936
- Sphingonotus diadematus Vosseler, 1902
- Sphingonotus ebneri Mishchenko, 1937
- Sphingonotus elegans Mishchenko, 1937
- Sphingonotus erlixensis Zheng, Yang, Zhang & Wang, 2007
- Sphingonotus erythropterus Sjöstedt, 1920
- Sphingonotus eurasius Mishchenko, 1937
- Sphingonotus fuscoirroratus Stål, 1861
- Sphingonotus fuscus Predtechenskii, 1937
- Sphingonotus ganglbaueri Krauss, 1907
- Sphingonotus gigas Kirby, 1914
- Sphingonotus glabimarginis Zheng, Yang, Zhang & Wang, 2007
- Sphingonotus gobicus Chogsomzhav, 1975
- Sphingonotus guanchus Johnsen, 1985
- Sphingonotus gypsicola Llucià-Pomares, 2006
- Sphingonotus haitensis Saussure, 1861
- Sphingonotus haitiensis Saussure, 1861
- Sphingonotus halocnemi Uvarov, 1925
- Sphingonotus halophilus Bey-Bienko, 1929
- Sphingonotus hierichonicus Uvarov, 1923
- Sphingonotus hoboksarensis Zheng & Ren, 1993
- Sphingonotus huangi Otte, 1995
- Sphingonotus hyalopterus Zheng & Cao, 1989
- Sphingonotus insularis Popov, 1957
- Sphingonotus intutus Saussure, 1888
- Sphingonotus isfaghanicus Predtechenskii, 1937
- Sphingonotus kashmirensis Uvarov, 1925
- Sphingonotus kirgisicus Mishchenko, 1937
- Sphingonotus kueideensis Yin, 1984
- Sphingonotus lavandulus Popov, 1980
- Sphingonotus laxus Uvarov, 1952
- Sphingonotus lipicus Zheng & Hang, 1974
- Sphingonotus lluciapomaresi Defaut, 2005
- Sphingonotus lobutatus Karny, 1910
- Sphingonotus longipennis Saussure, 1884
- Sphingonotus lucasii Saussure, 1888
- Sphingonotus lucidus Mishchenko, 1937
- Sphingonotus luteus Krauss, 1893
- Sphingonotus maculatus Uvarov, 1925
- Sphingonotus maroccanus Uvarov, 1930
- Sphingonotus menglaensis Wei & Zheng, 2005
- Sphingonotus micronacrolius Zheng & Ren, 1994
- Sphingonotus minutus Mishchenko, 1937
- Sphingonotus miramae Mishchenko, 1937
- Sphingonotus mongolicus Saussure, 1888
- Sphingonotus montanus Mishchenko, 1937
- Sphingonotus nadigi Uvarov, 1933
- Sphingonotus nebulosus Fischer von Waldheim, 1846
- Sphingonotus nigripennis Serville, 1838
- Sphingonotus nigrofemoratus Huang & Chen, 1982
- Sphingonotus nigroptera Zheng & Gow, 1981
- Sphingonotus niloticus Saussure, 1888
- Sphingonotus ningsianus Zheng & Gow, 1981
- Sphingonotus obscuratus Walker, 1870
- Sphingonotus octofasciatus Serville, 1838
- Sphingonotus orissaensis Jago & Bhowmik, 1990
- Sphingonotus otogensis Zheng & Yang, 1997
- Sphingonotus pamiricus Ramme, 1930
- Sphingonotus peliepiproct Zheng & Gong, 2003
- Sphingonotus personatus Zanon, 1926
- Sphingonotus petilocus Huang, 1982
- Sphingonotus picteti Krauss, 1892
- Sphingonotus pictipes Uvarov & Dirsh, 1952
- Sphingonotus pilosus Saussure, 1884
- Sphingonotus punensis Dirsh, 1969
- Sphingonotus qinghaiensis Yin, 1984
- Sphingonotus rubescens Walker, 1870
- Sphingonotus rufipes Predtechenskii, 1937
- Sphingonotus rugosus Bland & Gangwere, 1998
- Sphingonotus salinus Pallas, 1773
- Sphingonotus satrapes Saussure, 1884
- Sphingonotus savignyi Saussure, 1884
- Sphingonotus scabriculus Stål, 1876
- Sphingonotus somalica Johnsen, 1985
- Sphingonotus striatus Li & Zheng, 1993
- Sphingonotus takramaensis Zheng, Xi & Lian, 1994
- Sphingonotus taolensis Zheng, 1992
- Sphingonotus tenuipennis Mishchenko, 1937
- Sphingonotus theodori Uvarov, 1923
- Sphingonotus tipicus Zheng & Hang, 1974
- Sphingonotus toliensis Zheng & Gong, 2003
- Sphingonotus tristrial Zheng & Wang, 2006
- Sphingonotus tsinlingensis Zheng, Tu & Liang, 1963
- Sphingonotus turcicus Uvarov, 1930
- Sphingonotus turcmenus Bey-Bienko, 1951
- Sphingonotus tuxeni Ramme, 1952
- Sphingonotus tzaidamicus Mishchenko, 1937
- Sphingonotus uvarovi Chopard, 1923
- Sphingonotus vitreus Saussure, 1888
- Sphingonotus vosseleri Krauss, 1902
- Sphingonotus willemsei Mishchenko, 1937
- Sphingonotus wulumuqiensis Gong, Zheng & Niu, 2005
- Sphingonotus yamalikeshanensis Gong, Zheng & Niu, 2005
- Sphingonotus yantaiensis Yin, Xu & Yin, 2012
- Sphingonotus yechengensis Zheng, Xi & Lian, 1994
- Sphingonotus yenchihensis Zheng & Chiu, 1965
- Sphingonotus yunnaneus Uvarov, 1925
- Sphingonotus zandaensis Huang, 1981
- Sphingonotus zebra Mishchenko, 1937
- Sphingonotus zhangi Xu & Zheng, 2007
- Sphingonotus zhengi Huo, 1994